# James F. Trotter
James F. Trotter (Brunswick megye, 1802. november 5. – Holly Springs, 1866. március 9.) az Amerikai Egyesült Államok szenátora (Mississippi, 1838).